# Rockit
Rockit — сингл с альбома Future Shock Херби Хэнкока, вышедший в 1983 году. Это был первый большой хит, в котором был использован скретчинг. Сингл получил премию Грэмми 1984 года в категории «лучшее R&B исполнение», а видеоклип — 5 (и ещё 3 номинации) премий MTV за 1984 год.

## Видео
Музыкальный клип был снят дуэтом Годли и Крим с использованием роботоподобных движущихся под музыку инсталляций в виртуальном доме в Лондоне. На церемонии премий MTV за 1984 год клип выиграл в пяти номинациях: лучшая идея, самое экспериментальное видео, лучшие спецэффекты, лучшая художественность и лучший монтаж. Кроме того он номинировался в категориях «лучшее видео года», «лучшее мужское видео» и «выбор зрителей».

## Влияние
- Композиция стала всемирным гимном брейк-дансеров и хип-хоперов 80-х
- В качестве таковой её можно услышать в советских фильмах «Курьер» и «Конец света с последующим симпозиумом» 1986 года, а также на радиостанции Wildstyle в видеоигре «Grand Theft Auto: Vice City».

## Хит-парады

### Недельные
| 1983 год                           | Высшее место |
| ---------------------------------- | ------------ |
| Австралия (Kent Music Report)      | 72           |
| Австрия (Ö3 Austria Top 40)        | 7            |
| Бельгия/Фландрия (Ultratop 50)     | 4            |
| Франция (IFOP)                     | 9            |
| Германия (GfK)                     | 6            |
| Ирландия (IRMA)                    | 13           |
| Нидерланды (Dutch Top 40)          | 8            |
| Нидерланды (Single Top 100)        | 7            |
| Новая Зеландия (Recorded Music NZ) | 7            |
| Швеция (Sverigetopplistan)         | 10           |
| Швейцария (Schweizer Hitparade)    | 4            |
| Великобритания (OCC UK Singles)    | 8            |
| US Billboard Hot 100               | 71           |
| US Billboard Hot Black Singles     | 6            |
| US Billboard Hot Dance Club Play   | 1            |
| US Cash Box                        | 64           |

| 1984 год                      | Высшее место |
| ----------------------------- | ------------ |
| Австралия (Kent Music Report) | 16           |
| Канада (RPM Top Singles)      | 9            |